# Gornja Vijaka
Gornja Vijaka (en cyrillique : Горња Вијака) est un village de Bosnie-Herzégovine. Il est situé dans la municipalité de Vareš, dans le canton de Zenica-Doboj et dans la fédération de Bosnie-et-Herzégovine. Selon les premiers résultats du recensement bosnien de 2013, il compte 61 habitants.
Avant 1971, le village était rattaché à la localité de Vijaka ; depuis 1971, il est recensé comme une entité administrative à part entière.

## Géographie
Le village est situé au bord de la rivière Selišta.

## Démographie

### Évolution historique de la population dans la localité
| 1948 | 1953 | 1961 | 1971 | 1981 | 1991 | 2013 |
| ---- | ---- | ---- | ---- | ---- | ---- | ---- |
| -    | -    | -    | 250  | 216  | 174  | 61   |

|  |

### Communauté locale
En 1991, Gornja Vijaka (Vijaka Gornja) faisait partie de la communauté locale de Vijaka qui comptait 1 051 habitants, répartis de la manière suivante :